# Schafhausermühle
Schafhausermühle (auch: Schafhauser Mühle) ist ein Ortsteil des Marktes Kinding im oberbayerischen Landkreis Eichstätt.

## Lage
Das Mühlenanwesen liegt im Anlautertal, einem Seitental der Altmühl, zwischen Enkering und Schafhausen. Die Einöde ist über einen von der Staatsstraße 2228 abzweigenden Verbindungsweg zu erreichen. Nördlich des Anwesens führt der Anlautertal-Radweg vorbei.

## Geschichte
Mit Schafhausen gehörte die Mühle im Alten Reich dem Domkapitel von Eichstätt und unterstand hochgerichtlich dem Pfleg- und Vogtamt Titting-Raitenbuch.  Im neuen Königreich Bayern wurde die Schafhausermühle mit Schafhausen dem Steuerdistrikt Erlingshofen zugeteilt. 1818 bis 1830 war Schafhausen mit der Mühle wieder selbständig und wurde dann erneut mit der Gemeinde Erlingshofen vereinigt.
1807 wurde eine der Mutter Gottes geweihte Hofkapelle mit Dachreiter und Kuppel errichtet. Das ältere Wohnhaus der Mühle ist ein gegen Ende des 18. Jahrhunderts errichteter zweigeschossiger Bau mit einem Mansardwalmdach.
2007 hatten sechs Personen auf dem Anwesen ihren Hauptwohnsitz. Heute wird in dem Anwesen ein Sägewerk betrieben.